# Thiago Carleto
Pour les articles homonymes, voir Thiago Alves et Alves (homonymie).
Thiago Carleto est un footballeur brésilien né le 24 mars 1989 à São Bernardo do Campo. Il joue au poste de latéral gauche, et est actuellement sans club.

## Carrière
- 2007–2008 : Santos FC ( Brésil)
- 2008–2010 : Valence CF ( Espagne)
  - 2009–2010 : Elche CF ( Espagne)
- 2010–2016 : São Paulo FC ( Brésil)
  - 2011 : Club Olimpia ( Paraguay)
  - 2011 : América Mineiro  Brésil)
  - 2012 : Fluminense ( Brésil)
  - 2014 : Ponte Preta ( Brésil)
  - 2014 : Avaí FC ( Brésil)
  - 2015 : Botafogo FR ( Brésil)
  - 2016 : XV de Piracicaba (en) ( Brésil)
- 2016 : FC Arouca ( Portugal)
- 2016-2017 : CA Linense (en) ( Brésil)
- 2017 : Coritiba FBC ( Brésil)
- 2018 : Athletico Paranaense ( Brésil)
- 2018 : Ittihad FC ( Arabie saoudite)
- 2019 : Ceará SC ( Brésil)
- 2019-2020 : EC Vitória ( Brésil)